# Kuru
Kuru (iz besede kuria/guria - tresenje) je kronična degenerativna bolezen osrednjega živčevja, ki jo povzročajo prioni. Bolezen je prvi opisal Gajdusek leta 1957. Pojavljala se je endemično v visokogorju Papue Nove Gvineje med pripadniki plemena Fore. 
Kuru se je prenašal zaradi obrednega uživanja možganov sorodnikov, ki so umrli za omenjeno boleznijo. Obolevali so povečini ženske in otroci, saj moški navadno niso sodelovali pri ljudožerskih (kanibalističnih) obredih. Po drugi strani bi se ženske in otroci lahko okužili tudi zato, ker so bili zadolženi za očiščenje pokojnega in so bili torej v tesnem stiku s truplom. Po prepovedi kanibalizma je bil kuru izkoreninjen.

## Klinični simptomi in znaki
Innkubacija bolezni traja od 3 do 30 let. Sprva se pojavijo težave zaradi prizadetosti malih možganov, kot so težave pri hoji in pomanjkanje ravnotežja, kasneje pa prideta v ospredje ataksija (motena usklajenost mišičnih gibov) ter tremor glave, trupa in udov. Bolniki so tudi čustveno labilni in pogosto brez vzroka izbruhnejo v dolgotrajen smeh, zaradi česar so bolezen poimenovali tudi »smejoča smrt«. Pozneje se pojavijo še ohlapne (flakcidne) ohromitve in upočasnjeno mišljenje. Bolniki navadno umrejo v enem letu po pojavu prvih kliničnih znakov.